# Igrzyska Śródziemnomorskie 1975
7. Igrzyska Śródziemnomorskie – siódma w historii edycja igrzysk śródziemnomorskich odbyła się w Algierze w Algierii między 23 sierpnia a 6 września 1975 roku. W zawodach brało udział 15 reprezentacji narodowych. W sumie w imprezie wystartowało 2444 sportowców (2095 mężczyzn i 349 kobiet).

## Tabela medalowa
| Lp | Kraj       | Złoto | Srebro | Brąz | Suma |
| -- | ---------- | ----- | ------ | ---- | ---- |
| 1  | Włochy     | 51    | 40     | 36   | 127  |
| 2  | Francja    | 31    | 25     | 23   | 79   |
| 3  | Jugosławia | 24    | 17     | 23   | 64   |
| 4  | Hiszpania  | 14    | 27     | 29   | 70   |
| 5  | Turcja     | 12    | 11     | 8    | 31   |
| 6  | Grecja     | 9     | 12     | 16   | 37   |
| 7  | Egipt      | 6     | 12     | 15   | 33   |
| 8  | Algieria   | 4     | 7      | 9    | 20   |
| 9  | Syria      | 3     | 2      | 11   | 16   |
| 10 | Tunezja    | 3     | 2      | 2    | 7    |
| 11 | Liban      | 3     | 0      | 1    | 4    |
| 12 | Maroko     | 0     | 4      | 4    | 8    |
| 13 | Libia      | 0     | 1      | 2    | 3    |
|    | Suma:      | 160   | 160    | 179  | 499  |

## Dyscypliny
- Judo  (szczegóły)
- Lekkoatletyka  (szczegóły)
- Zapasy  (szczegóły)